# Don King

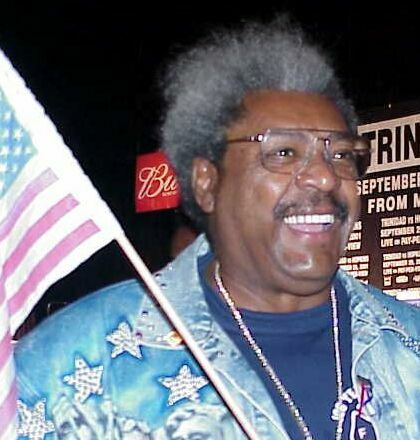
Don King

Donald "Don" King (Cleveland, 20 augustus 1931) is een Amerikaanse bokspromotor. Hij heeft verschillende historische bokswedstrijden tot stand gebracht. Hoogtepunten uit zijn carrière zijn onder meer "The Rumble in the Jungle" en "Thrilla in Manila". Hij had ook een lange samenwerking met Mike Tyson.

## Biografie

### Vroege leven
King werd geboren in Cleveland, Ohio. Na te zijn gestopt met zijn studie aan de Kent State University, runde hij een illegaal bookmakerkantoor. Later werd hij beschuldigd van twee afzonderlijke moorden, 13 jaar na elkaar gepleegd. Voor de eerste moord werd hij vrijgesproken (zelfverdediging) nadat gebleken was dat King de man in de rug geschoten had, terwijl deze probeerde een van Kings gokhuizen te beroven. King werd in 1966 wel voor de tweede moord veroordeeld. Hij werd schuldig bevonden aan het doodslaan van een medewerker, die hem $600 schuldig was. In een ontmoeting met Kings advocaat verminderde de rechter Kings tenlastelegging naar doodslag, waardoor King iets minder dan vier jaar in de gevangenis moest doorbrengen.

### Carrière
King kwam terecht in de bokswereld nadat hij Muhammad Ali met de hulp van zanger Lloyd Price overtuigd had om te komen boksen tijdens een liefdadigheidstentoonstelling voor een lokaal ziekenhuis in Cleveland. Al vroeg ging hij een samenwerking aan met de lokale promotor genaamd Don Elbaum, die al een stal van boksers had in Cleveland en jarenlange ervaring in het boksen. 
In 1974 onderhandelde King over het promoten van een wedstrijd in het zwaargewichtkampioenschap tussen Muhammad Ali en George Foreman in Zaïre, in de volksmond bekend als "The Rumble in the Jungle". De strijd tussen Ali en Foreman was een langverwachte gebeurtenis. Kings rivalen hadden getracht om de wedstrijd te promoten, maar King was in staat om een bedrag van $10 miljoen veilig te stellen door middel van een overeenkomst met de regering van Zaïre.
King hield zijn positie als een van de meest vooraanstaande promotors in stand door het volgende jaar met het derde gevecht tussen Ali en Joe Frazier in Manilla, de hoofdstad van de Filipijnen, te komen. King noemde dit gevecht zelf de "Thrilla in Manilla".
Gedurende de volgende twee decennia bleef King een van de succesvolste promotors in het boksen. Mike Tyson, Evander Holyfield, Larry Holmes, Julio César Chávez en Bernard Hopkins zijn enkelen van de boksers die kozen voor King om hun grootste gevechten te promoten. Sommigen van deze boksers hebben hem aangeklaagd omdat hij hen zou hebben bedrogen.
Don King is onderzocht op mogelijke connecties met de georganiseerde misdaad. Hij is beschuldigd van het hebben van connecties met gangster John Gotti en zijn maffiafamilie Gambino.